# Karl Johan Larsson (regissör)
Karl Johan Larsson, född 1 februari 1968 i Göteborg, är en svensk filmregissör.
Karl Johan Larsson har regisserat långfilmen Festival, kortfilmen Moment of Clarity, agerat i kortfilmen Det riktiga Äventyret, och har regisserat över 85 musikvideor, bland annat för artister som Håkan Hellström, Millencollin och Broder Daniel. Tomas Ledin, Stonefunkers, Ace of Base, Inner Circle, Da Buzz, Division of Laura Lee, Bad Cash Quartet, Bosson, Lucy Street, Strange Tales, Melody Club, m.fl. Medverkar sjunger lead och är huvudkompositör i bandet Strange Tales. Har verkat genom egna bolag som filmproducent, kompositör och klippare sedan 1989.